# Странский, Павел
Павел Странский (1583 или 1587—1657) — чешский историк и политический деятель.

## Биография
Происходил из семьи свободных крестьян. Родился в Запи, Богемия. Обучался в Праге, где в 1607 году окончил Карлов университет со степенью бакалавра, а в следующем году получил степень магистра свободных искусств. С 1609 года работал учителем в Литомержице, а в 1610 году занял должность городского писаря. В 1614 и 1620—1625 годах был членом городского совета Литомержице. Будучи ревностным приверженцем веры «чешских братьев» и неустрашимым оберегателем прав городского сословия, Странский вёл борьбу с Католической партией и принял участие в Восстании чешских сословий 1618—1620 годов, в марте 1618 года став одним из участников съезда некатолических сословий. После поражения восстания был лишён 2/3 имущества, а в 1627 году ему пришлось покинуть Чехию за отказ перейти в католичество. Он поселился сначала в Дрездене, затем в Лейпциге и, наконец, в Торуни около 1635 года, где вначале занял должность профессора (в 1637 году), а затем стал учителем гимназии. В этом городе он прожил до конца жизни.
От Странского остались два крупных исторических труда: «De Majestate Bojema», не появившийся в печати, и «Respublica Bojema» (несколько изданий, в том числе в сборнике Гольдаста: «Commentarii de regni Bohemiae etc.»; немецкий перевод — Прага, 1792—1803, первое издание — Лейден, 1634). Это произведение, очень замечательное для своего времени, отличается полнотой, критическим отношением к предмету, правильностью латинской речи и горячим патриотическим воодушевлением: в нём автор, отстаивая позицию независимости Чехии, даёт подробное географическое и этнографическое описание страны, столь же подробно повествуя о её истории, а в спорных пунктах почти совершенно объективно излагает доводы обеих противоположных сторон или партий.